# Svartån, Bjuråker
För andra betydelser, se Svartån.
Svartån är en högerbiflod till Svågan. Svartån är cirka 11 kilometer lång med ett omkring 50 kvadratkilometer stort flodområde. 
Svartån rinner upp väster om Svartberget i Ljusdals kommun och strömmar österut in i Hudiksvalls kommun. Efter omkring halva loppet passeras Västerstråsjö, där ån bildar en smärre sjö. Slutligen mynnar Svartån i Svågan strax söder om Ängebo.